# 霍姆斯特德斯加普 (北達科他州)
霍姆斯特德斯加普（英語：Homesteaders Gap）是位於美國北達科他州麥肯齊縣的非建制地區。

## 地理
霍姆斯特德斯加普所處的海拔為高於海平面693米（即2274英呎），而該地所採用的時區為UTC-7，即北美山地时区（MST）。同時該地設有夏令時間，為UTC-7調快一小時，即UTC-6（MDT）。